# Marie Görlichová
Marie Görlichová (též Marie Görlich, 7. června 1851 Brno – 18. února 1896 Brno), byla německo-moravská malířka a ilustrátorka. Její život a umělecká kariéra jsou úzce spjaty s její mladší sestrou Sophií, se kterou vytvořila pro jejich životní dráhy stěžejní malířskou dvojici. 

## Život
Pocházela z několika sourozenců finančně zajištěné středostavovské německo-moravské rodiny Ignaze († 1890) a Anny Görlichových, která měla blízko k umění a vědě. Otec byl majitelem domu v Brně. Sestry Marie a Sophie, zpočátku vyučované doma, společně od roku 1870 navštěvovaly po tři roky malířskou a kreslířskou školu Josefa Zeleného.
Svá první díla sestry vystavovaly ve výkladech brněnských knihkupectvích Ritsch (1872) a Drahokoupil (1873). Kvůli následkům finanční krize po krachu na vídeňské burze v roce 1873 a smrti jejich sestry byla její další studia zpočátku odložena. S pomocí dotací od moravského zemského sněmu v letech 1876 až 1877 však dostaly příležitost rozšířit znalosti a dovednosti v malířských technikách u Theodora Pixise v bavorském Mnichově. Další grant od zemského sněmu v roce 1878 financoval jejich pobyt ve Vídni, kde studovaly u Friedricha von Amerlinga a poté na Akademii výtvarných umění u profesorů Augusta Eisenmengera a Carla Rudolfa Hubera. 
Po dokončení studií se Marie a Sophie Görlichovy vrátily do rodného Brna, kde se následně živily jako malířky a ilustrátorky. Mnoho děl vytvořily společně a také je signovaly oběma jejich jmény. Malovaly mimo jiné historické obrazy, portréty, žánrové obrazy a obrazy zvířat. Hojně se účastnily se výstav v Rakouském uměleckém spolku ve Vídni. Za obraz Pocta Rakousku skrze čtyři elementy (Huldigung Österreichs durch die vier Elemente) jim císař František Josef I. udělil Velkou zlatou medaili za umění a vědu. 
Společnou tvorbu pak tragicky přeťalo úmrtí její mladší sesty Sophie, která zemřela 20. dubna 1893 ve věku 37 let. 
Marie Görlichová zemřela 18. února 1896 v Brně ve věku 44 let. Svou mladší sestru přežila o necelé tři roky.

## Dílo

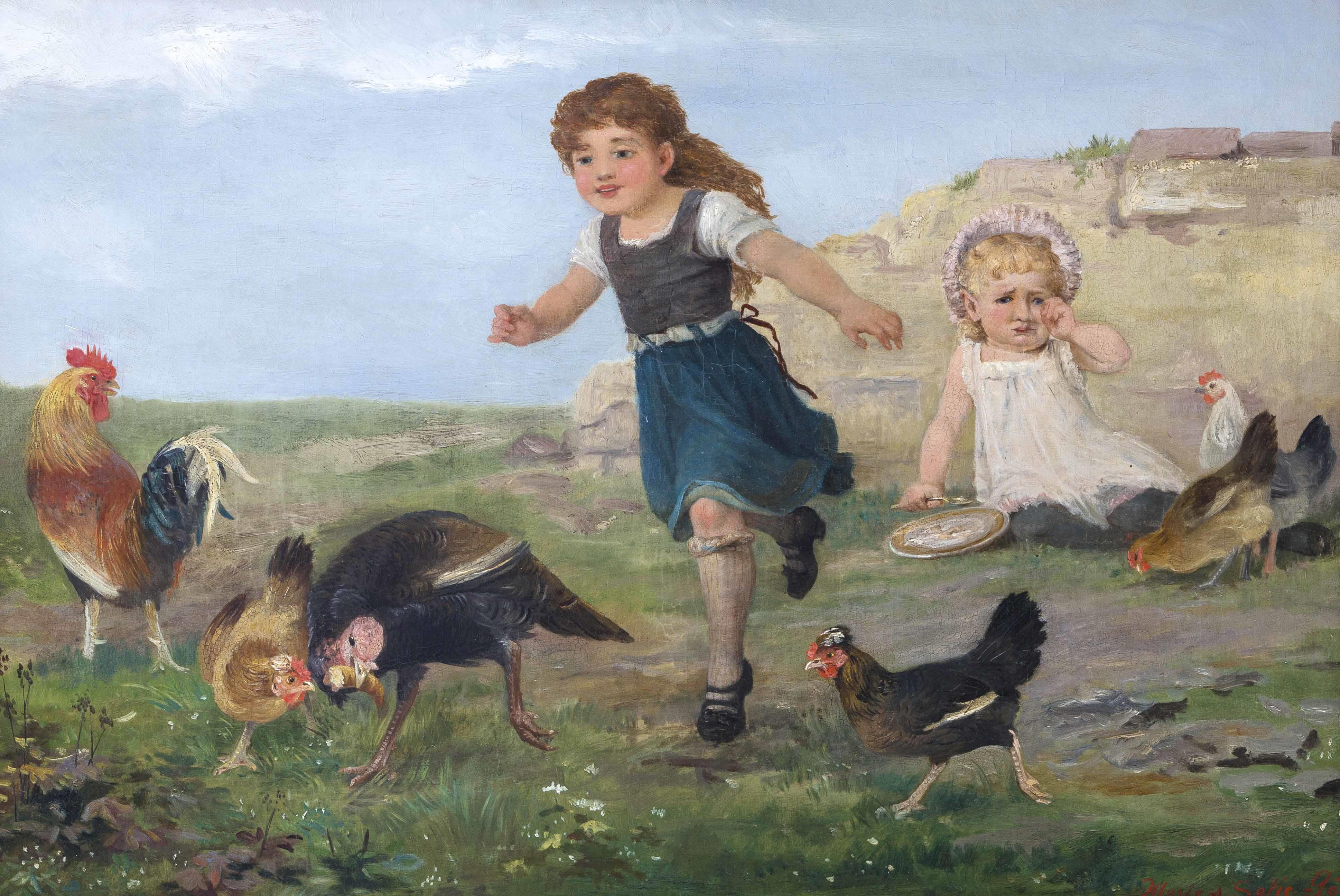
Žánrový obraz od Marie a Sophie Görlichových

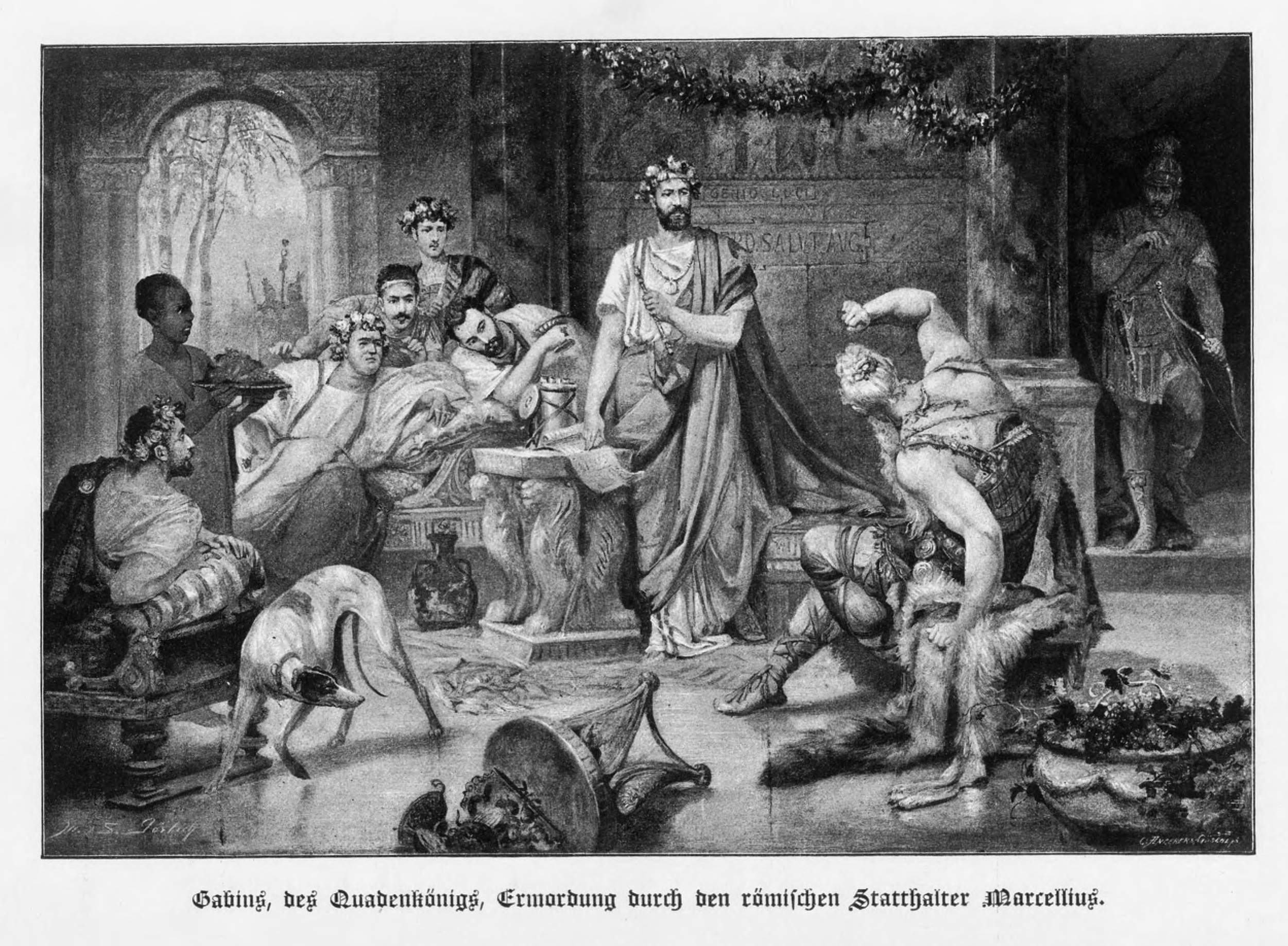
Ilustrace z historické knihy Der Altdeutsche Volksstamm der Quaden (Starogermánský kmen Kvádů, 1885)

Malířské úspěchy Marie a Sophie Görlichových jsou někdy vnímány kriticky. Rakouský list Thieme-Becker na jejich adresu poznamenal, že studium sester v Mnichově a Vídni jim přineslo jen „malý užitek“, umělecký kritik Manfred Knedlik v díle Allgemeines Künstlerlexikon soudí, že Marie Görlich maluje náboženské obrazy „často neohrabaným způsobem“. Dobový kritik Alfred von Wurzbach pak napadal nerealistické zobrazení koní v její olejomalbě Vstup hrdiny do Valhally (1885) ve Wiener Allgemeine Zeitung a navrhl, že by obě umělkyně snad mohly vyhovět požadavkům kritiků menšími formáty nebo ilustracemi, v nichž jsou takové nepřesnosti méně patrné. 
Sestry též pracovaly jako ilustrátorky knih pro děti a mládež, přispěly také několika díly do prvního dílu rakouské regionální encyklopedie Die österreichisch-ungarische Monarchie in Wort und Bild (Rakousko-uherská monarchie slovem a obrazem) z roku 1886. Vytvořily také první sérii maleb pro sérii učebních pomůcek Wandbilder für den Anschauungs- und Sprachunterricht (Nástěnné obrazy pro vizuální pomůcky a jazykové lekce) které v roce 1885 vydalo vídeňské nakladatelství učebních materiálů Hölzel. Barevné nástěnné malby používané na obecných (základních) školách se staly velmi populárními a brzy dosáhly největšího podílu na trhu s didaktickými obrazovými sériemi. Svou kvalitou byly tyto malby byly dobovou kritikou příznivě přijaty. Ilustracemi historických a bojových výjevů vyzdobily také dílo historika Heinrich Kirchmayra Altdeutsche Volksstamm der Quaden (Starogermánský kmen Kvádů, 1885), přičemž se jednalo o poměrně vzácný případ, kdy se malířky v tomto období věnovaly historickým či válečným námětům. 

### Obrazy (výběr)
- Panna Maria s dítětem pro kostel sv. Tomáše v Brně, 1875
- Lov lišek ve středověku, 1881, výstava v brněnském Redoutensaalu
- Sv. Filoména pro kostel ve Zlíně, 1881, výstava v brněnském Redoutensaalu
- Bitva v Teutoburském lese, 1883, Výstava Rakouského uměleckého spolku
- Lov germánských praturů a pštrosů v Pampě (Amerika), lovecká výstava Rakouského uměleckého spolku z roku 1884
- Vstup hrdiny do Valhally (wagnerovská operní scéna), olejomalba, výstava Rakouského uměleckého spolku z roku 1885
- Fata Morgana, pouštní kráska, výstava Rakouského uměleckého spolku z roku 1885
- Nero vstupuje do chrámu Vesty, olejomalba, výstava Rakouského uměleckého spolku z roku 1885
- Pocta Rakousku prostřednictvím čtyř elementů, přijato do císařské dvorní sbírky, oceněno Velkou zlatou medailí za umění a vědu
- Zajíček, olejomalba, přijato do sbírky Moravské státní galerie v Brně
- Lov lvů, přijato do sbírky Moravského zemského výboru
- Ganymédes vidí Olymp, Bácha, Dianu, Friggasův svatební průvod, Baldrovu smrt, princ Evženův slib pomsty

### Ilustrace (výběr)
- Otto Julius Bierbaum : Květiny a květy pro mládež. Petters, Heidelberg 1888.
- Heinrich Kirchmayr: Staroněmecký kmen Kvádů. Vydáno spolkem Německý dům v Brně, Brno, 1888.